# Молодий Кіапо
«Молодий Кіапо» (тагал. Batang Quiapo) — філіппінський телесеріал виробництва ABS-CBN Studios і трансляції на каналі Kapamilya Channel. У головних ролях Коко Мартін.
Прем'єра серіалу відбулася 13 лютого 2023 року у вечірньому блоці мережі «Primetime Bida» та в усьому світі на The Filipino Channel.
Він заснований на однойменному філіппінському фільмі 1986 року, який починається з Фернандо По молодшого та Марісель Соріано.

## Сюжет
Молодий чоловік стає одним із найбільших розбійників у сусідстві, поки він прокладає свій життєвий шлях, щоб вижити у Квіапо. Сподіваючись заслужити прихильність батьків, цей подвиг наближає його до правди про його особистість.

## У ролях
- Коко Мартін — Хесус Назарено «Танггол» А. Дімагіба / Хесус Назарено «Танггол» А. Чорногорія
- Лові По — Моніка / Монік "Моканг" Дімакуланган†
- Івана Алаві — Кейт Семлі "Бульбашки" Берсоса
- Крістофер де Леон — Рамона Монтенегро / Альберто Фріас
- Літо Лапід — Супремо "Примо" К. Медіна
- Джон Естрада — Ригор Дімагіба
- Чері Пай Пікаче — Марія Тереза «Марітес» Асунсьйон-Дімагіба
- Джааклін Хосе — Долорес Еспінас
- Лорна Толентіно  Аманди Салонги
- Чаро Сантос Консіо  Матильда «Тінденг» Асунсьйон